# メルセデス・モネ
メルセデス・モネ（Mercedes Moné、1992年1月26日 - ）は、アメリカ合衆国の女性プロレスラー。AEW所属。
かつてはWWEにてサーシャ・バンクス（Sasha Banks）のリングネームで活動。カリフォルニア州フェアフィールド出身であるが、WWEでの入場時にはプロレスラーとしての活動を開始した場所であるマサチューセッツ州ボストン出身とアナウンスされる。スヌープ・ドッグは従兄。本名はメルセデス・ジャスティン・ケストナー＝バーナード（Mercedes Justine Kaestner-Varnado）。

## 来歴

### キャリア初期

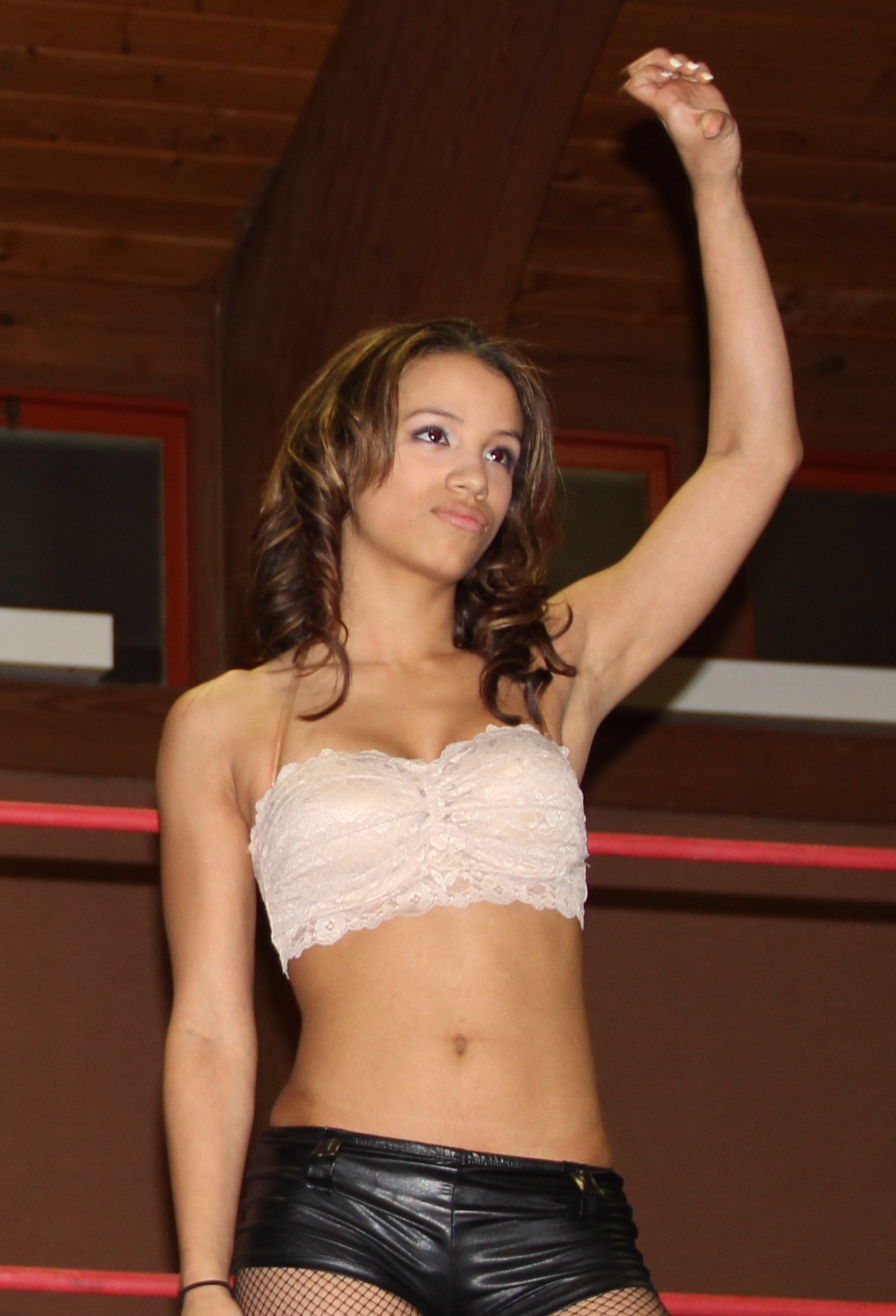
2012年

2010年、マサチューセッツ州を拠点とする団体であるCW（Chaotic Wrestling）にてトレーニングを開始。同年8月8日、NECW（New England Championship Wrestling）にてメルセデスKV（Mercedes KV）のリングネームでプロレスラーデビューを果たす。デビュー後、CWを中心にPWF Northeast（Premier Wrestling Federation Northeast）、PHW（Powerhouse Wrestling）などアメリカ北東部のインディー団体に参戦し、TNAに参戦経験のあるニッキー・ロックスに師事した。
2011年12月2日、CWにてCW女子王座を保持するアレクシスにアイクイットマッチで挑戦して勝利。キャリア初の王座を戴冠。2012年5月5日、WrestleJam 8にてバービーと対戦して勝利した。

### WWE

#### NXT

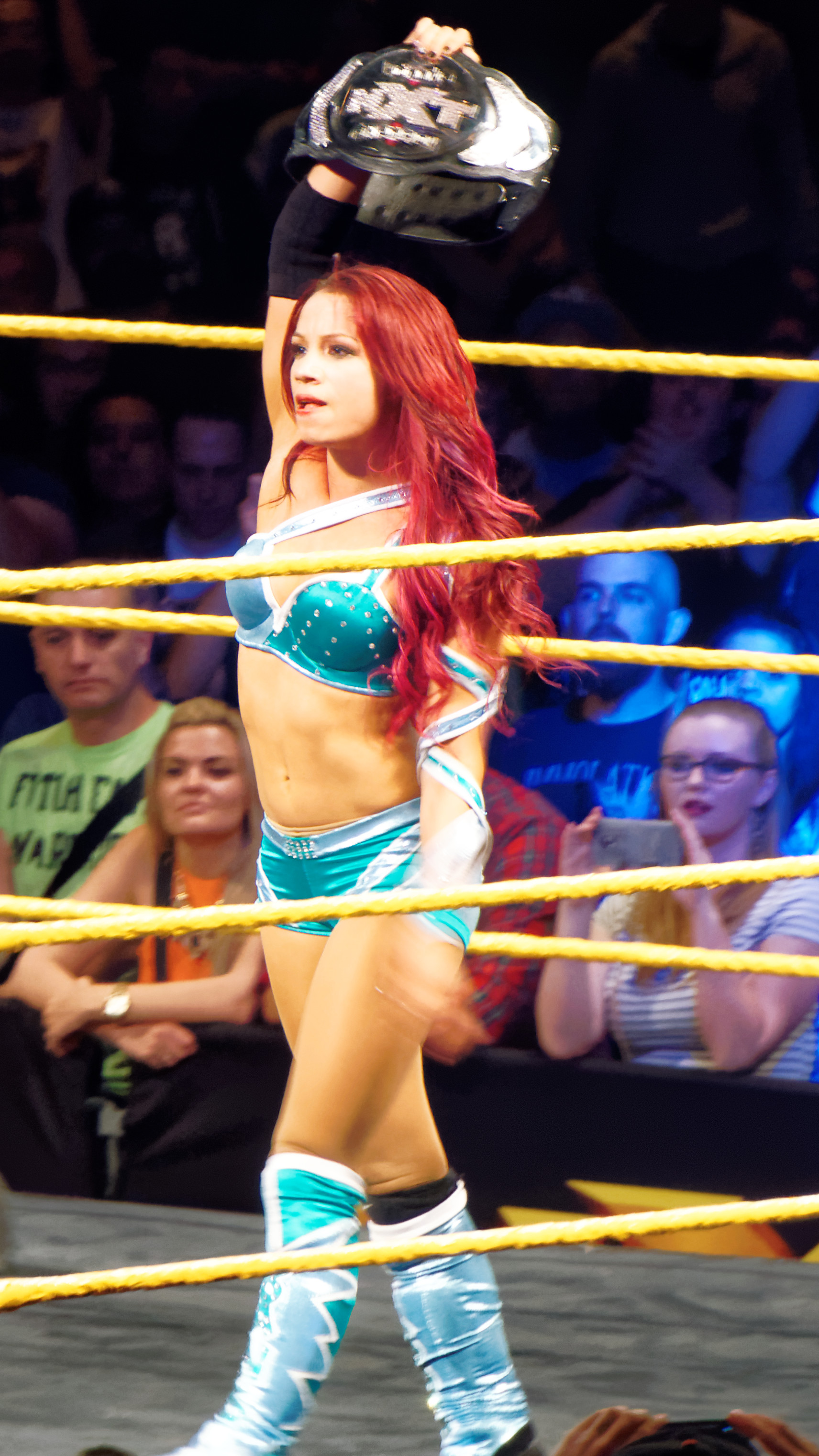
2015年

2012年8月、WWEとディベロップメント契約を交わして入団。傘下団体であるNXTにてサーシャ・バンクス（Sasha Banks）のリングネームでトレーニングを開始。10月4日、ハウスショーにてオードリー・マリーとタッグを組んでエマ & ペイジとの対戦でデビューして勝利を飾った。12月12日、NXTにて初登場を果たし、ペイジと対戦するが敗戦した。
2013年3月6日、キャメロン & ナオミと組んでアクサナ & アリシア・フォックス & オードリー・マリーと6人制タッグマッチで対戦して勝利し、NXT初勝利を飾る。ベビーフェイスとしてペイジと共闘していたが6月19日、NXT女子王座争奪トーナメント1回戦でサマー・レイと対戦して敗戦した事がきっかけとなり、9月よりヒールへと転向。入場において派手なジャケット、ピンホールを着用して自らをザ・ボスと呼ぶようになり、サマー・レイとBFFs（Beautiful, Fierce Females）なるタッグチームを結成。ペイジ、ベイリーなどと抗争を展開。
2014年2月よりシャーロットをメンバーに加えてトリオユニットとしてリングを席巻。シャーロットがNXT女子王座戴冠後、セコンドとして勝利に貢献するサポートをしていたものの6月19日にアレクサ・ブリスとの対戦後、サマー・レイとシャーロットの衝突により軋轢を生みユニットは解散。7月よりベッキー・リンチと組んでシャーロット & ベイリーと抗争を開始するが時として四つ巴としても展開。12月11日、Takeover R Evolutionにてシャーロットに王座挑戦。お互いに一歩も譲らない試合を見せるが終盤に攻め込まれてしまい、最後にはトップロープからナチュラル・セレクションを決められ敗戦した。同月25日にはリベンジマッチが組まれて自身はベッキー、シャーロットは父親であるリック・フレアーをセコンドに従えて試合を行うが最後にブリッジング・フィギュア・フォー・レッグロックを決められ敗戦。ベルトを奪取するに至らなかった。
2015年1月よりベッキーとのタッグネームをチームBAE（Team Best At Everything）と名乗り活動。2月11日、TakeOver RivalにてNXT女子王者であるシャーロット、ベイリー、ベッキーとFatal4Wayマッチによる王座戦を行い大乱戦となるが最後にはリング上でシャーロットと2人になり、クリップラー・クロスフェイスを仕掛け勝利し、ベルトを奪取した。3月4日、シャーロットとのリベンジマッチを組まれ、終盤にバンク・ステートメントでシャーロットの背中を危険な角度に至るまで曲げて追い込んで最後はトップロープに登ったシャーロットの隙を突いて落とし、丸め込んで勝利した。

#### WWE

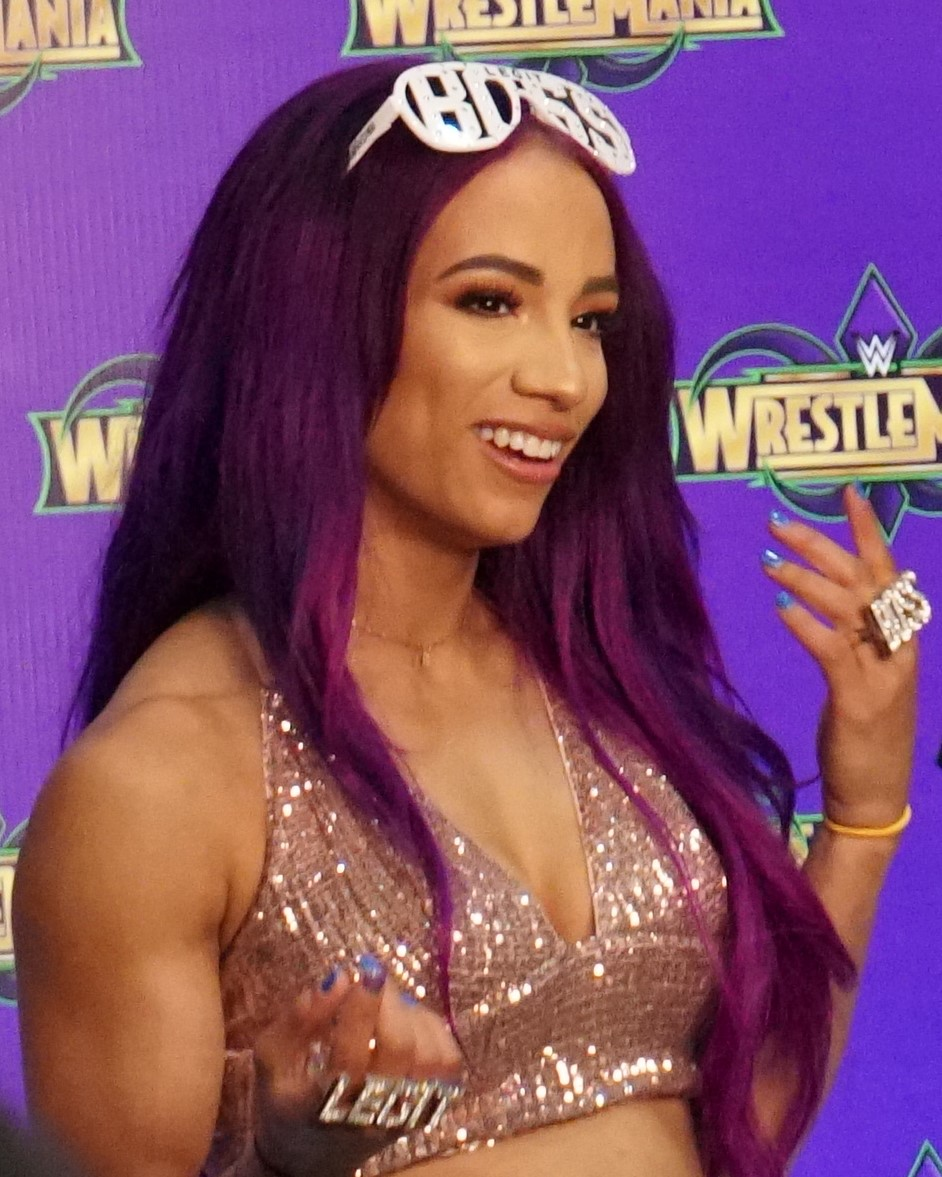
2018年

2015年7月13日、シャーロットとベッキーと共にWWEへと昇格。RAWにてリング上でマイクパフォーマンスをしていたチーム・ベラ  (ブリー・ベラ & ニッキー・ベラ & アリシア・フォックス)に対してステファニー・マクマホンよりディーヴァ戦線に革命を起こす事を宣言され、呼び出される形で登場。シャーロットとベッキーはペイジとPCB、そして自身はナオミとタミーナ・スヌーカとチーム・ビューティフル・アンド・デンジャラス（Team B.A.D.）なるユニットをそれぞれ結成した。
8月22日、NXT Takeover BrooklynにてベイリーとNXT女子王座戦を行う。試合開始と同時に激しい技の応酬となり、終盤には得意技であるバンク・ステイトメントを決めるが切り返されるとポスト上から雪崩式リバースフランケンシュタイナーを喰らい、最後にはフィニッシャーであるベリー・トゥ・ベイリーを決められ敗戦。ベルトを奪取された。10月7日、Takeover Respectにてベイリーと30分間によるアイアンマンマッチで再戦。1本目をレフェリーをポストへと追い込んで視界を遮らせベイリーへサミングを浴びせ丸め込み奪う。2本目はコーナーポストに立ったところをベリー・トゥ・ベイリーを決められ取り返す。3本目はベイリーを場外へ投げ出してと鉄柵やリングにぶつけ、最後にはタイタントロンに叩きつけて10カウントを奪う。4本目は満身創痍となった状態のベイリーを一方的に攻めてボストンクラブを極められようとしたところを切り返されると丸め込まれ奪われる。そして5本目、息を吹き返したベイリーと互いに大技の応酬となり終盤にバンク・ステートメントを仕掛けるが切り返しされると変形アームバーを極められ、残り4秒でギブアップを取られ敗戦。試合後には花道にて全レスラーとトリプルH、ステファニー、ウィリアム・リーガルから花束を贈られ、観客からも "Thank You Sasha" コールで迎えられ号泣した。
2016年7月25日、RAWにてWWE女子王座を保持するシャーロットに挑戦。最後にバンク・ステートメントを決めて勝利し、ベルトを奪取した。10月3日、RAWにてWWEロウ女子王座を保持するシャーロットに挑戦。最後にバンク・ステートメントを仕掛けるがシャーロットに切り返されるものの再びバンク・ステートメントを決めてギブアップを奪い勝利。ベルトを奪取した。11月28日、RAWにてWWEロウ女子王座を保持するシャーロットにノーDQ、ノーカウントアウト、フォールズカウントエニウェアマッチで挑戦。中盤より場外での攻防になると竹刀による攻撃や実況席の破壊など熾烈を極めた展開へと発展。終盤には観客席に乗り込んで殴打し合い、シャーロットの上半身を手すりの間に通すとバンク・ステートメントで極め、ギブアップを奪いベルトを奪取した。
2017年8月20日、SummerSlam 2017にてWWEロウ女子王座を保持するアレクサ・ブリスに挑戦。中盤に場外で振り落とされた際に肩を痛めるが、終盤にバンク・ステートメントを執拗に何度も仕掛けギブアップを奪い勝利。ベルトを奪取した。記録は13分20秒でクロスフェース。ところがその8日後のRAWでの再戦で敗れ、あっさり王座を失った。
2019年2月17日、Elimination Chamber 2019で初代WWE女子タッグ王座争奪エリミネーション・チェンバー・マッチにベイリーと組んで出場。ソーニャ・デビルにバンク・ステートメントで極めてタップを奪い勝利。初代WWE女子タッグ王座を戴冠した。4月7日に行われたレッスルマニア35における王座防衛戦（フェイタル4ウェイマッチ）で敗戦し、王座陥落。その後しばらくテレビショー・ハウスショーとも休場に入る。
8月12日のRAWにて復帰。リング上でマイクパフォーマンスをしていたナタリアを襲撃。彼女の脱臼している左肩を徹底攻撃し、ヒールターン。さらには救出に現れたベッキー・リンチも撃退した。この流れで、9月15日のWWEクラッシュ・オブ・チャンピオンズでのリンチの王座に挑戦。しかし、激高するリンチの暴走に圧倒され、最終的にはパイプ椅子を利用したディスアーマーで反則勝ちしたものの王座奪還はならなかった。このため同カードは、10月6日のWWEヘル・イン・ア・セルにおけるヘル・イン・ア・セル戦での完全決着戦へと持ち込まれた。しかし20分越えの激闘の末に敗れ王座奪還を果たすことはできなかった。
2020年5月26日のRAWにおいて、盟友ベイリーとともにアレクサ・ブリス、ニッキー・クロスが保持していたWWE女子タッグ王座を奪い返す。7月19日、ホラーショー・アット・エクストリーム・ルールズでアスカのWWEロウ女子王座に挑むも、ノーコンテストに。その8日後のRAWでリマッチが組まれ、KO寸前に追い込まれるも、タイタントロンにバックルームでカイリ・セインがベイリーに暴行されているのが映り、これを助けようとしたアスカがリングアウトをしたため王座奪還を果たした。
RAW女子王座として迎えた8月23日のサマースラムでは、アスカが同日にベイリーの王座（WWEスマックダウン女子王座）とサーシャの王座に相次いで挑戦することになった。ベイリーはサーシャのサポートで王座防衛に成功したが、サーシャは苦戦し、ベイリーのサポートも無く敗北し、王座を失う。翌日のRAWでのリマッチでも、ベイリーはシェイナ・ベイズラーに妨害されてサポートに失敗し、アスカの初防衛を許してしまう。8月30日のWWEペイバックでは、ベイズラーとナイア・ジャックス組を相手にタッグ王座戦を戦ったが、ベイリーがタップアウト。この結果、ベイリーとサーシャが保持するベルトは1本となってしまった。同一カードのリマッチでは、ナイアによるセカンドロープからのボディアタックで二人そろってフォールされてしまい、王座戦線からも後退する結果に。試合後、サーシャががリングから降りようとロープをくぐった瞬間、ベイリーはエプロンにてサーシャにストンピングを連発。お前にはもう利用価値がなくなったと言い放ち、絶縁を宣言され、抗争に発展。ベイリーは自分の協力で王座に君臨してきたと述べ、自分なしのベイリーなど王座にいられるはずがないと扱き下ろした。10月25日のWWEヘル・イン・ア・セルにおいて、竹刀、パイプ椅子、脚立を使って互いを破壊するかのような激闘の末に、ベイリーの首にパイプ椅子を掛けた状態でのバンクステートメントを極めてタップアウトを奪い、彼女が持っていたWWEスマックダウン女子王座を奪った。これによりバンクスは女子グランドスラムを達成した。1対1でベイリーを破ったのは、これが初めてのことである。
10月30日、自身が出演したドラマのマンダロリアンが世界配信される。
11月6日のスマックダウンでベイリーと再戦。バンクステートメントで再びタップアウトを奪ってベイリーに完全勝利した。
2022年4月3日のレッスルマニア38・2日目での4wayWWE女子タッグチーム王座戦にナオミとのタッグで出場。王者のゼリーナ・ベガから合体コードブレイカーでフォール勝ち。新タッグで王座を獲得する。
5月20日、スマックダウン内にてタッグパートナーのナオミと共に無期限出場停止処分、王座剥奪となったことが発表された。理由として、16日のロウの大会前にタッグ王座の防衛戦を組まず、2人をロウ女子王座次期挑戦者決定戦にエントリーさせたことでタッグ王者として十分にリスペクトされていないと主張し、女子タッグ王座ベルトをジョン・ロウリネイティスの机に置いて会場から立ち去り、職務放棄したことが出場停止の理由とされる。そして、これ以降WWEで試合することは無かった。

### 新日本プロレス・スターダム・AEW
2023年1月4日、twitter上でWWEを退団したことを明らかにし、同日に行われた新日本プロレスのWRESTLE KINGDOM 17に登場。リングネームをメルセデス・モネ（Mercedes Moné）と改め、IWGP女子王座の防衛に成功したKAIRIに挑戦表明し、2月18日にIWGP女子選手権試合が行われる事が決まった。
2月18日、新日本サンノゼ大会にてKAIRIに挑戦。新フィニッシャーのモネメーカーで勝利し、IWGP女子王座を獲得。
4月8日、新日本SAKURA GENESIS 2023では、葉月、AZMとの3way方式の防衛戦に勝利し、IWGP女子王座初防衛を果たした。
4月23日、スターダム横浜アリーナ「ALLSTAR GRAND QUEENDOM 2023」にて、岩谷麻優との2度目の防衛戦に失敗し、IWGP女子王座から陥落。
5月21日（現地時間）にNJPW STRONGロングビーチ大会にて行われるSTRONG女子王座の初代王座決定トーナメントにエントリー。一回戦でステファニー・バッケルに勝利するも、決勝戦でウィロー・ナイチンゲールに敗退。初代王者を逃し、試合中のダメージにより病院に搬送。右足首の負傷によりそのまま長期欠場に入った。
2024年3月13日、AEW「ビッグビジネス」に登場し、AEWと契約したことを発表した。

## エピソード
- 2019年7月、休場中に『日本の女子プロレスを学びたい』との理由で単身来日。7日にセンダイガールズプロレスリングの後楽園ホール大会を観戦し、その翌日には仙台に移動し仙女の道場で練習。里村明衣子、ディック東郷らから指導を受けた経験がある[31][32]。
- 2023年2月18日の新日本サンノゼ大会にて、2020年に急逝した木村花のリングコスチュームをオマージュしたコスチュームで登場。その後、ジャングル叫女が花の憧れのレスラーがサーシャ・バンクスであることを明かし、感謝を示した[33]。また、花の母である木村響子も感謝のメッセージを送ると、モネは「光栄なことでした。ハナを笑顔にできたかな」と返答した[34]。

## 得意技

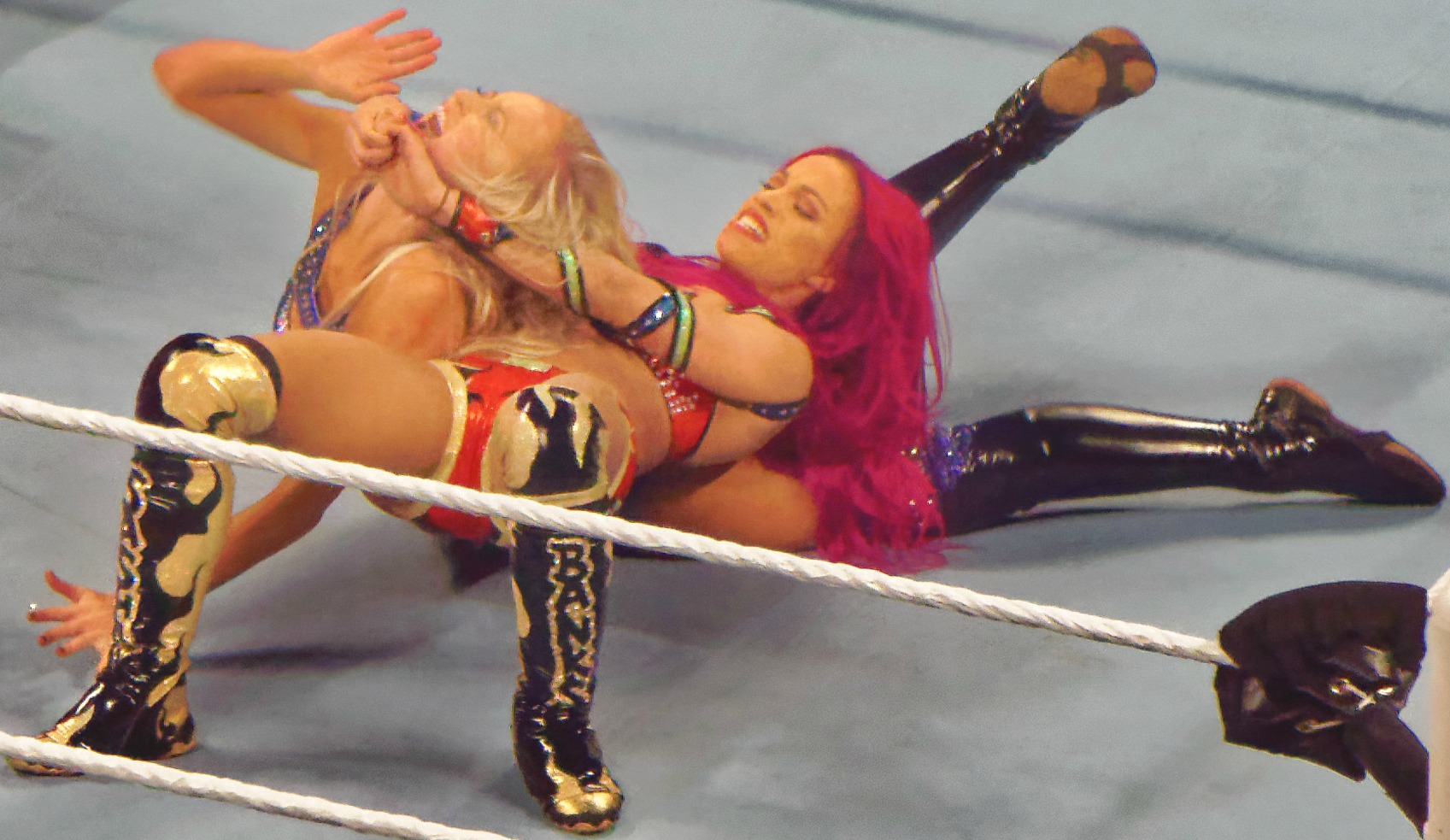
バンク・ステートメント

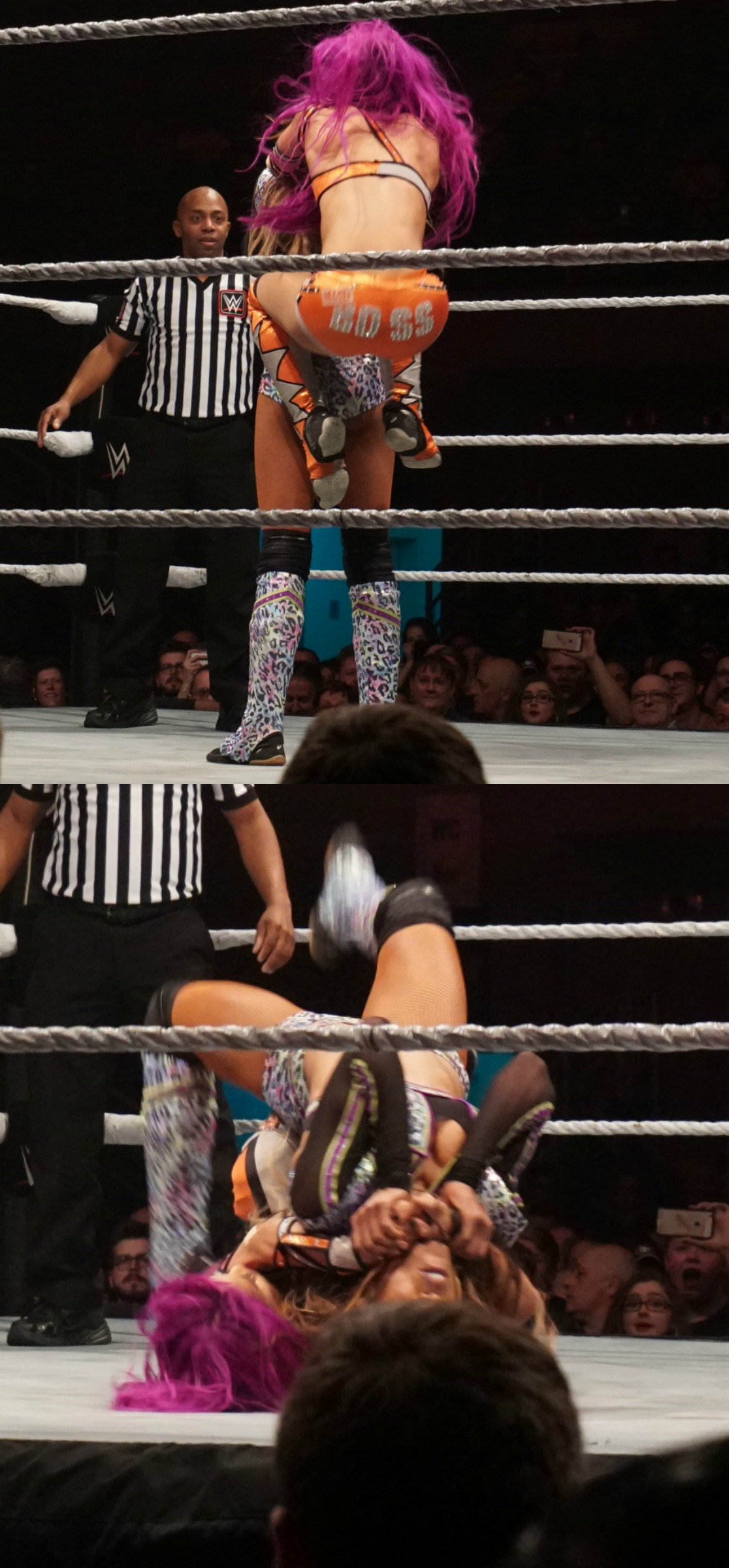
バンク・ステートメント

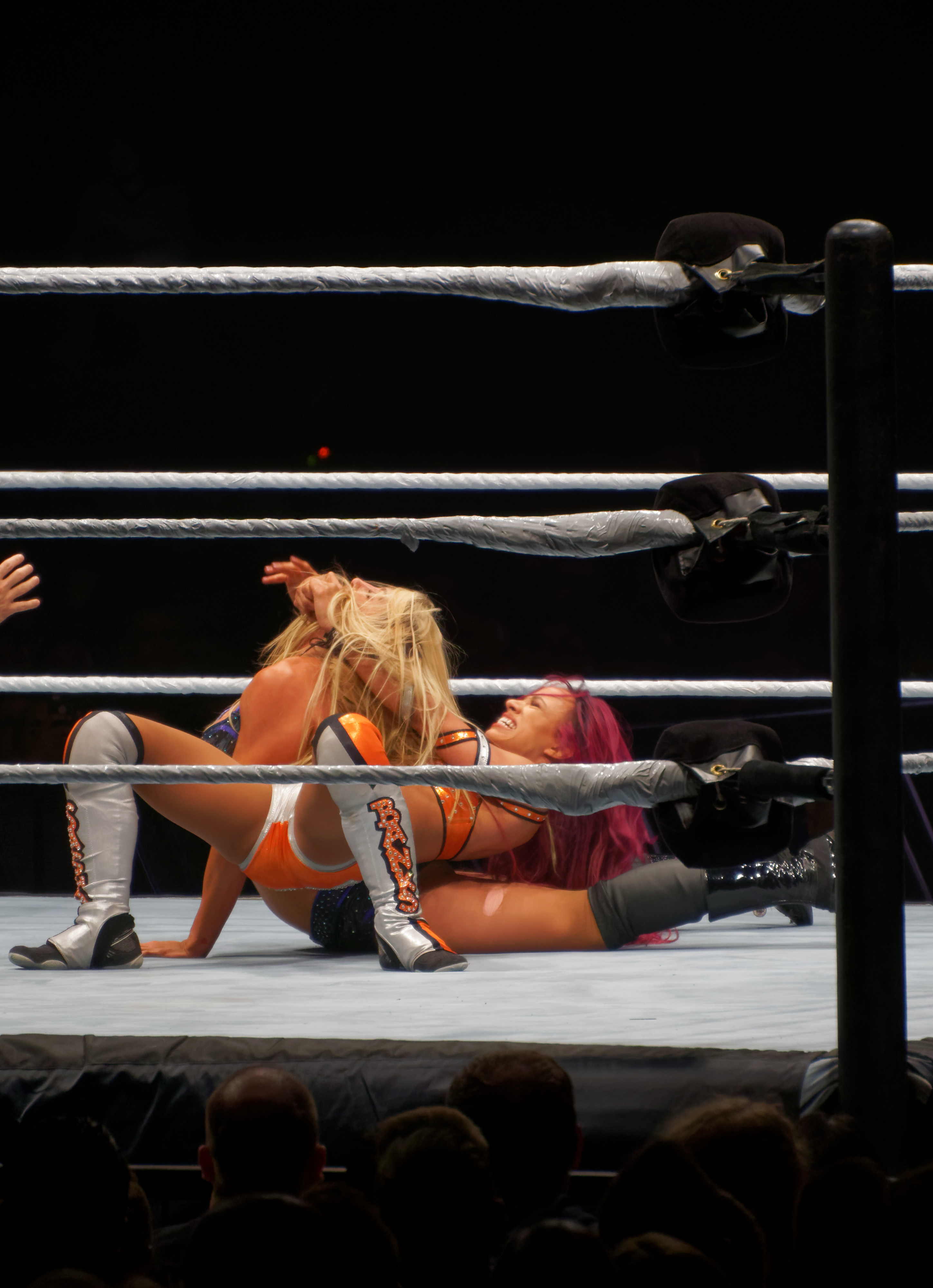
バンク・ステートメント

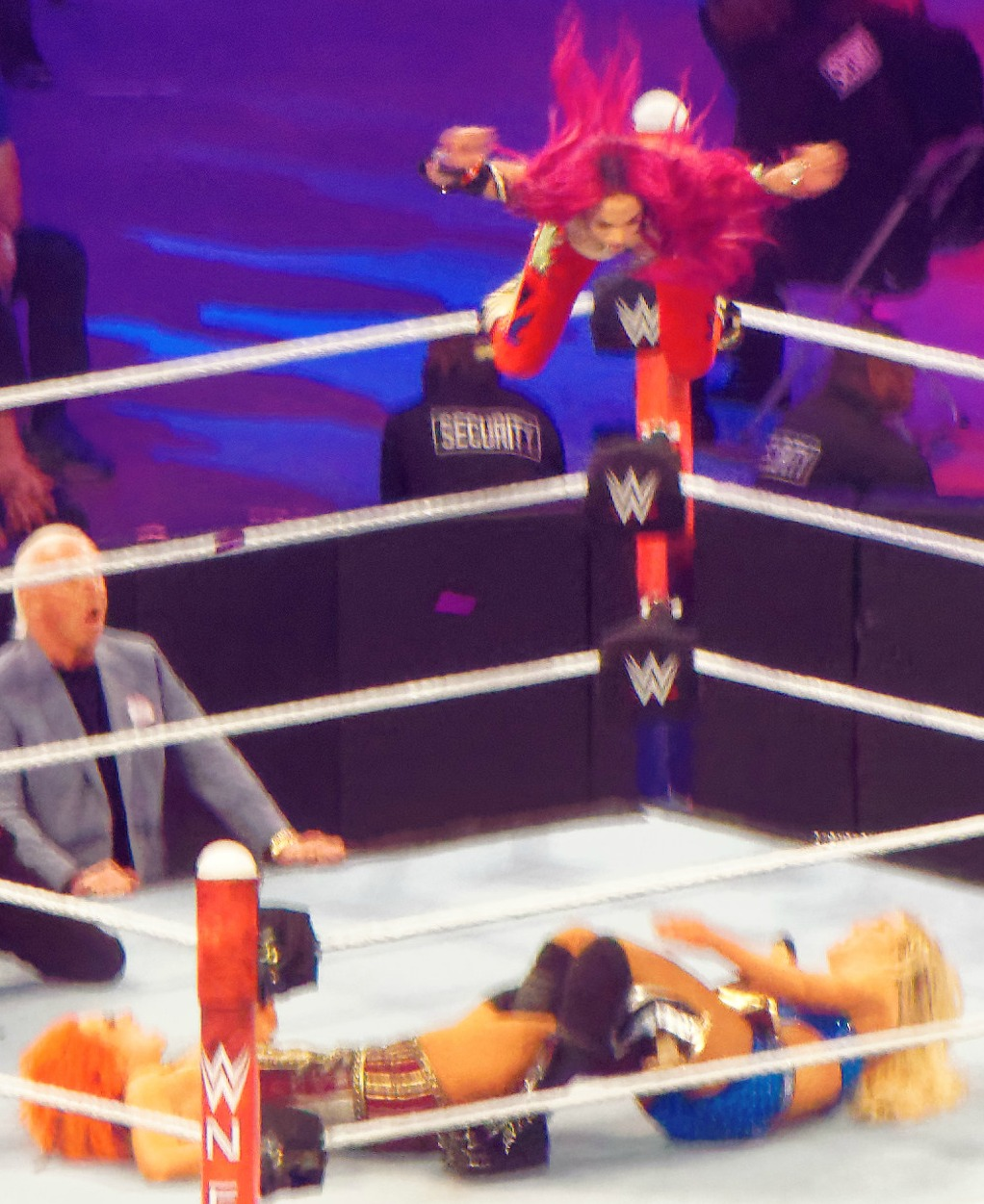
フロッグスプラッシュ

### フィニッシュ・ホールド
バンクラプト
フィニッシャー。ストレートジャケット・ネックブリーカースラム。
モネメーカー
新日本プロレス、スターダム参戦以降のフィニッシャー。
相手と背中合わせ状態にバックスライドから相手を ゴリー・スペシャルの状態に担ぎ上げでそのまま相手を左側に旋回させて左サイドに顔面からマットに落とす変形DDT。
バックスタバー　　　　　　　　　　　　　　　　　　　
バンク・ステートメント
WWE時代のフィニッシャー。
バックスタバーを仕掛けた後、クロスフェイスを極める。
クリップラー・クロスフェイス
キャメルクラッチ

### 飛び技
ダイビング・ダブルニースタンプ
座りこんだ相手の両肩に向けてトップロープからダイビングダブルニードロップを放つ技。
ホイールバロー・ブルドッグ
フロッグ・スプラッシュ
スーサイド・ダイブ

### 打撃技
エルボー
ビンタ
ドロップキック
延髄斬り
ランニングニーアタック
長座状態の相手に距離をとって助走してジャンプしながら両膝を突き出すように両膝を折り畳み、突き出した両膝を相手の顔面目掛けて叩き込みそのままホールを奪う。
ランニング・ダブルニー
コーナーでダウンしている相手に向かって対角線から突進し、両ヒザを折り曲げて相手の頭部に叩き付ける。

### フォール技
スクールガール
バックスライド
スモール・パッケージホールド
ジャックナイフ・ホールド

## タイトル歴
WWE

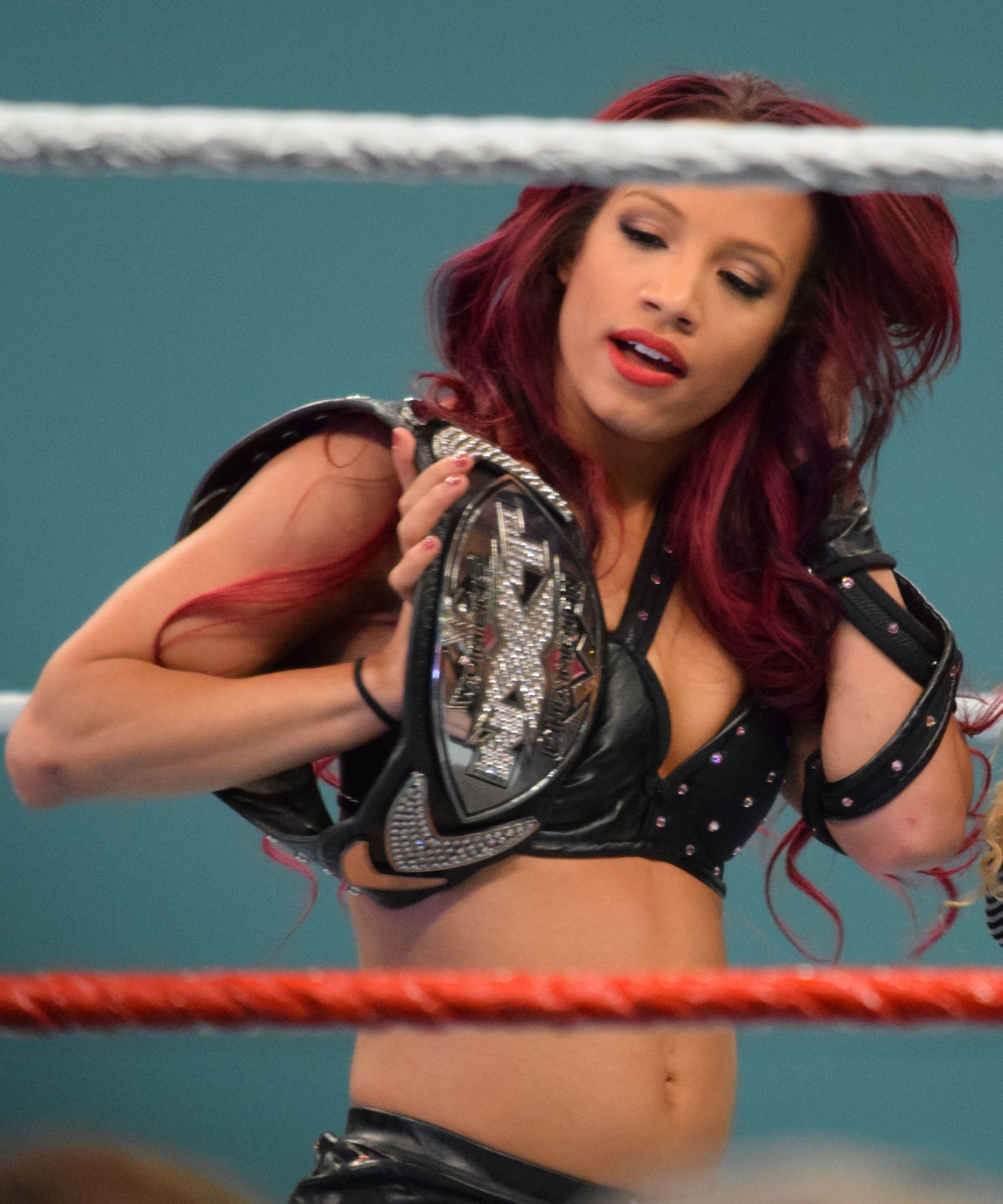
NXT女子王者時代

- WWE女子王座 / WWEロウ女子王座 : 5回。
- WWE・スマックダウン女子王座 : 1回。
- NXT女子王座 : 1回。
- WWE女子タッグ王座 : 3回。

w / ベイリー（2回）。ナオミ。
- グランドスラム（女子） 達成。

AEW
- AEW・TBS王座 : 第5代。
- オーエン・ハート杯女子トーナメント : 2025年優勝。

新日本プロレス
- IWGP女子王座 : 第2代。
- STRONG女子王座 : 第4代。

CMLL
- CMLL世界女子王座 : 第24代。

RPW
- RPW統一ブリティッシュ女子王座 : 第10代。

EWA（European Wrestling Association）
- EWA女子王座 : 1回。

CW（Chaotic Wrestling）
- CW女子王座 : 1回。

RWC（Ring Wars Carolina）
- RWCノーリミッツ王座 : 1回。

## 入場曲
- Ceo - 現在使用中。
- Monè
- Sky's the Limit - WWE時代に使用。
  - Sky's the Limit（Remix） feat. Snoop Dogg ‐ バージョン違い。ビックマッチ時に使用。